# Kruunusillat
Kruunusillat (en español: puentes de la corona) es un proyecto de construcción de una conexión de tranvía de diez kilómetros entre el centro de Helsinki y Laajasalo. El trazado incluirá tres nuevos puentes para el tranvía y el tráfico ligero exclusivamente. Los puentes conducirán desde el centro de la ciudad por Hakaniemenranta hasta Korkeasaari a través de los nuevos puentes Merihaansilta y Finkensilta, desde donde la ruta continuará por el puente Kruunuvuorensilta, de más de un kilómetro de longitud, hasta Kruunuvuorenranta.
Los Puentes de la Corona se basan en la propuesta ganadora de un concurso internacional de diseño celebrado en 2012. Anteriormente, se estudió, entre otras propuestas, un enlace directo desde el centro de la ciudad hasta Laajasalo como conexión de metro. El plan del proyecto de los puentes del tranvía se aprobó originalmente en agosto de 2016, pero tras los sobrecostes y los cambios en el calendario de construcción, el proyecto se reabrió en agosto de 2021. Está previsto que la construcción de los puentes comience en otoño de 2021, y que los servicios de tranvía se inicien a principios de 2027.

## Ruta
El tranvía irá desde la Estación Central de Helsinki, pasando por Hakaniemi y Merihaka, hasta Nihti, desde donde continuará por Korkeasaari a lo largo del nuevo puente Kruunuvuorensilta hasta Laajasalo Kruunuvuorenranta. La ruta está servida por dos líneas diferentes, que se bifurcan en distintas direcciones en Kruunuvuorenranta: hacia el sur hasta Haakonlahti y hacia el noreste hasta Yliskylä. La última parada estará situada en Laajasalontiti, en el centro de Yliskylä. La línea se ampliará hasta Reposalmenti e Ilomäienti en una fase posterior, si el tráfico o el desarrollo del terreno lo requieren. Al norte de Laajasalontiti, se mantendrá la previsión de un enlace ferroviario exprés con Herttoniemi, tal y como figura en el plan director.

## Objetivos

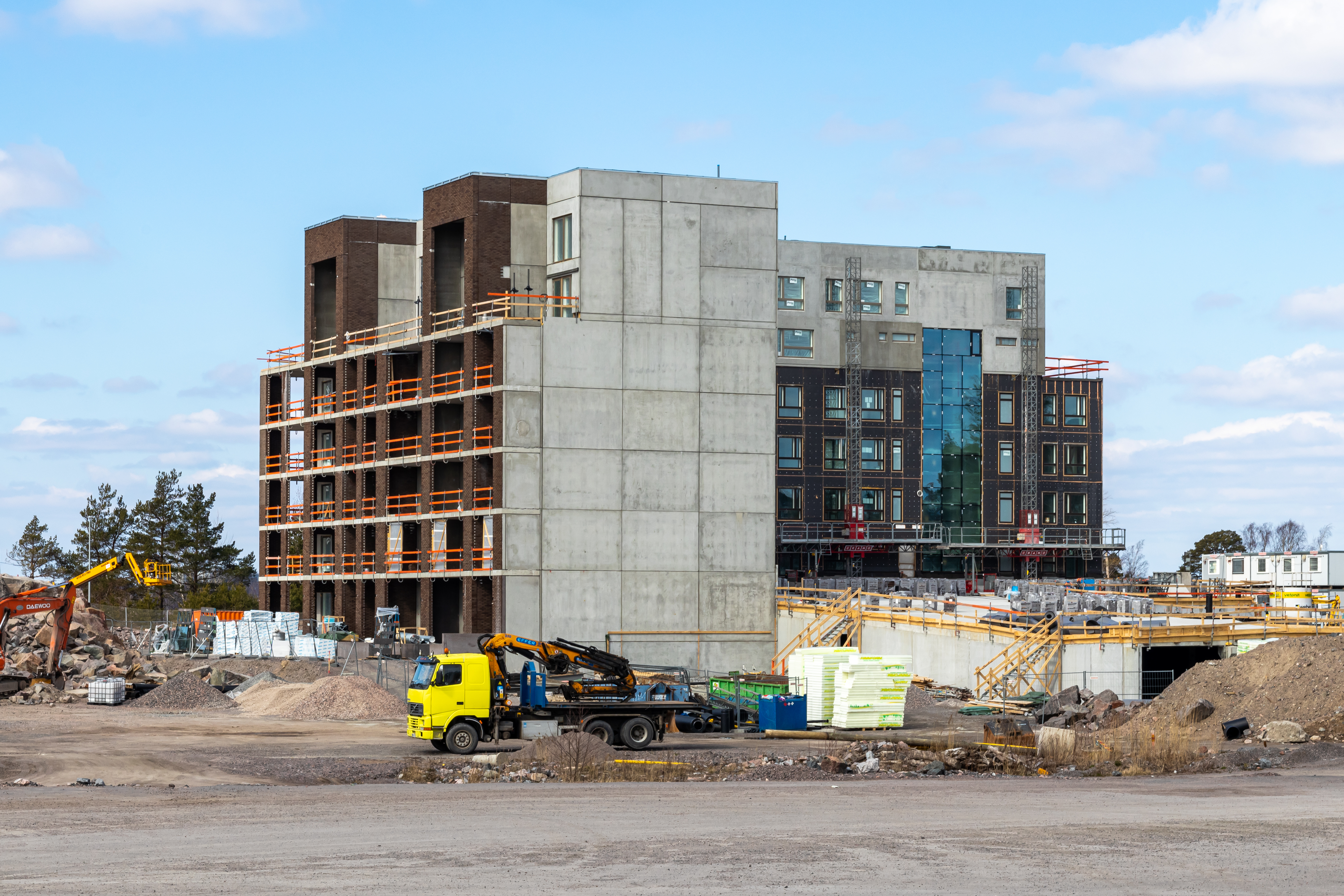
En la zona de Kruunuvuorenranta de Laajasalo, la construcción de viviendas comenzó realmente en la década de 2010.

El objetivo del proyecto es dotar a Laajasalo, que está creciendo rápidamente, de una conexión de transporte público fluida con el centro de la ciudad y enlazar el distrito con el sistema de transporte público regional. Los puentes acortarán en 5,5 km el trayecto entre Kruunuvuorenranta y la estación principal de ferrocarril. El enlace del tranvía también reduciría la congestión prevista en el metro de Helsinki, así como la carga del servicio de conexión entre las estaciones de metro de Laajasalo y Herttoniemi. El proyecto permitiría un uso del suelo acorde con la nueva propuesta de plan maestro, y se espera que genere nuevos negocios, especialmente en Hakaniemi, Kruunuvuorenranta y el sur de Kalasatama. No sería posible llevar a cabo un desarrollo de relleno en Laajasalo en la medida propuesta en el plan maestro sin una conexión directa con el centro de la ciudad.
En total, el proyecto creará unos nueve kilómetros de nuevo tranvía exprés. El trazado también incluirá paseos peatonales, carriles bici y plazas. En Nihdi está previsto un intercambiador de tranvías en el que los Puentes de la Corona conectarían con el tranvía previsto en Kalasatama-Pasila.
Se prevé que el tranvía tenga unos 23.000 pasajeros diarios en 2030 y unos 37.000 en 2050. El número de ciclistas diarios en 2030 se estima en 3.750.

### Proyectos relacionados
El proyecto de los Puentes de la Corona incluye una serie de proyectos conexos, como las obras en las calles, que por razones económicas generales tienen sentido realizar conjuntamente con la construcción del tranvía. Por ejemplo, la renovación de la cubierta del Asematunnel en Kaivokatu es un proyecto que, si se coordina con las obras de los puentes de la Corona, reduciría el tráfico y otras molestias para el centro de la ciudad. Otros proyectos relacionados son la sustitución del puente de Hakaniemi, el terraplén de Nihdi, un nuevo puente de tráfico ligero sobre la carretera del terraplén de Sörnäinen y la preurbanización de Hakaniemenranta para nuevas parcelas.

### Calendario
Está previsto que las obras comiencen en octubre de 2021 y que el proyecto se ejecute en dos fases: primero de Hakaniemi a Laajasalo y luego de Hakaniemi al centro de la ciudad. Está previsto que las obras concluyan a finales de 2026 y que los servicios de pasajeros a la terminal temporal de Hakaniemi comiencen a principios de 2027.
Según el plan preliminar, en los dos primeros años de funcionamiento, la línea de Haakoninlahti se dirigirá a Pasila a través del tranvía Kalasatama-Pasila en lugar de Hakaniemi. La terminal provisional de Hakaniemi no tiene capacidad para atender a las dos líneas del Laajasalo con altas frecuencias, por lo que la línea de Haakoninlahti sólo se desviará al centro de la ciudad cuando se termine la terminal de la estación principal.
| Ubicación                                                    | Años de construcción |
| ------------------------------------------------------------ | -------------------- |
| Puente de Hakaniemi (proyecto relacionado)                   | 2021-2024            |
| Hakaniemenranta (proyecto relacionado)                       | 2021–2026            |
| Puente de Finken y puente de Kruunuvuor                      | 2022–2026            |
| Kruunuvuorenranta - Yliskylä                                 | 2023-2025            |
| Puente de Merihaka                                           | 2023-2026            |
| Hakaniemi - estación principal de ferrocarril (segunda fase) | 2026–2028            |

### Segunda etapa
Se calcula que la ampliación de la estación principal de ferrocarril estará terminada entre 2026 y 2028. La segunda fase requerirá su propia fase de planificación, incluyendo el cruce de Kaisaniemenkatu y la disposición de las vías de Kaivokatu. El escalonamiento tiene por objeto garantizar que la conexión de Laajasalo a Hakaniemi se complete en el plazo previsto. Dado que la programación y la contratación del proyecto de renovación del Asematunnel aún se están ultimando y que hay otros proyectos de construcción en el centro de la ciudad que comenzarán en un futuro próximo, la ampliación del tranvía Kruunusilta hasta la estación principal de ferrocarril sólo se justifica en una segunda fase. En la segunda fase, se habrá completado el Kaisantunnel en la estación principal, lo que facilitará el tráfico transversal durante las obras de Kaivokatu. El contenido del nuevo proyecto de Eliel, la remodelación de la plaza Eliel, es aún incierto y su resultado puede influir en el diseño de la terminal de Kaivokatu.

## Información técnica

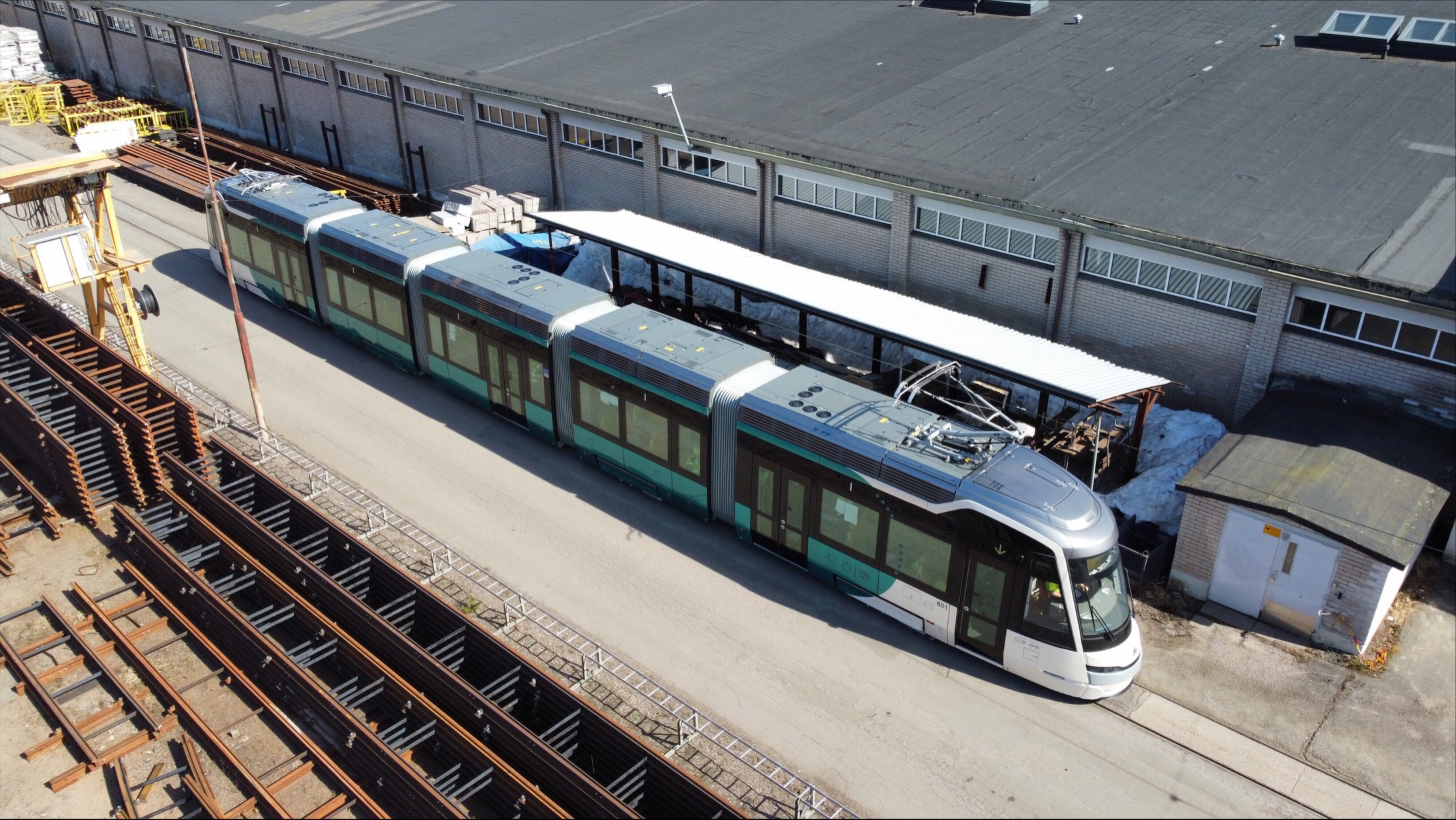
Se han encargado tranvías Artic X54, fabricados por Škoda Transtech, que también se utilizarán en el Raide-Joker.

La velocidad media en el tranvía de los Puentes de la Corona es de 22 km/h y de 60 km/h en los tramos más rápidos. HKL ha encargado 23 vagones Artic X54 de dos vías, de 30 metros de longitud en la línea de Haakonlahti y de 45 metros en la de Yliskylä. Los intervalos previstos son de aproximadamente 5-10 minutos. Los nuevos tramos serán similares a la línea de tren ligero, pero se harán compatibles con la red de tranvías del centro de la ciudad.

### Puentes

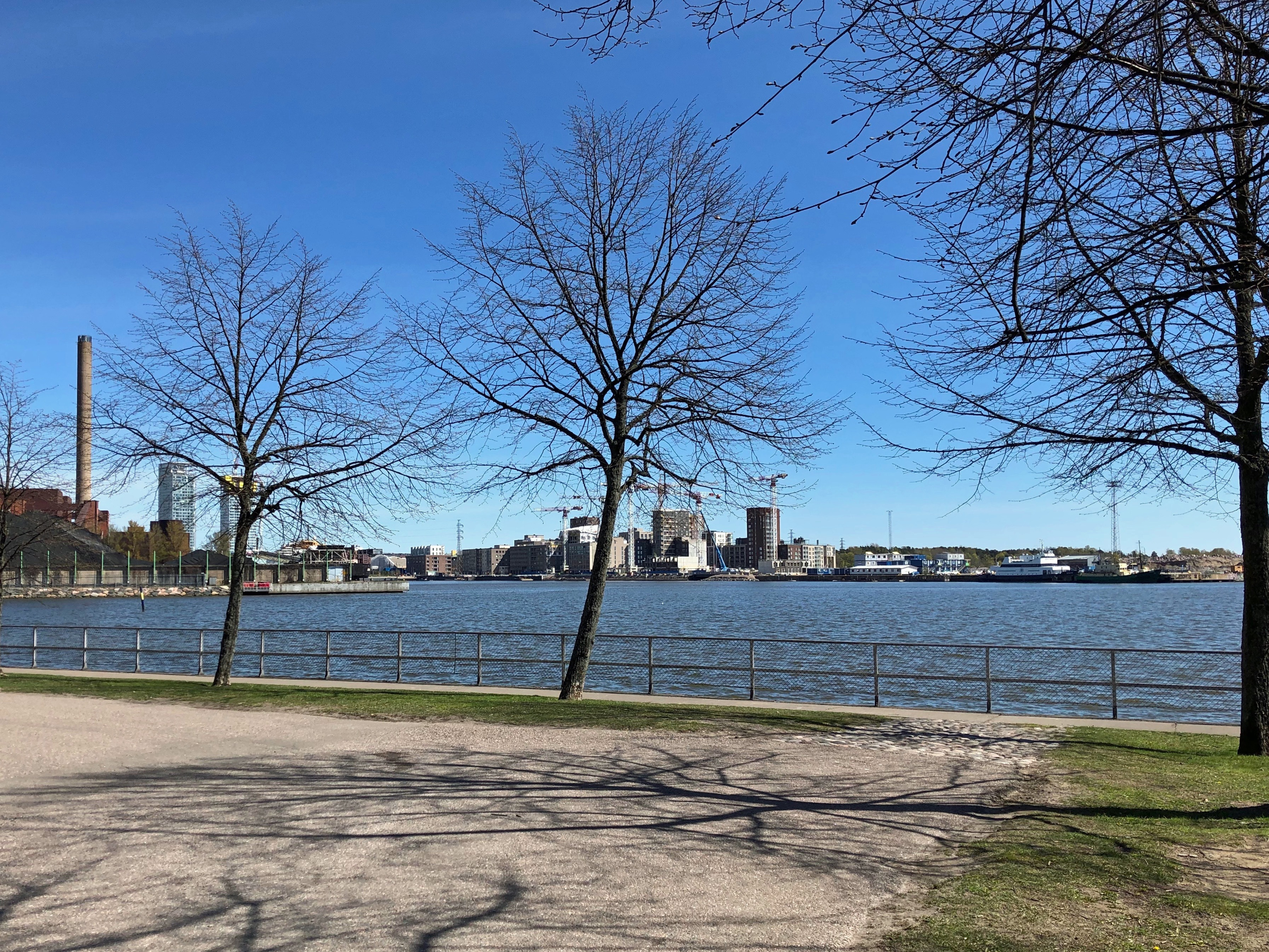
Vista desde la playa de Hakaniemi hacia Nihti. En este tramo se construirá el puente de Merihaka.

Los tres puentes del proyecto están diseñados para el uso exclusivo de ferrocarriles y trenes ligeros y no permiten el tráfico de coches o autobuses. Sin embargo, si es necesario, son aptos para ser utilizados por los vehículos de emergencia. Siempre que sea posible, los tranvías se diseñarán como vías de hierba. Cuando esté terminado, el Kruunuvuorensbrücke-Vinoköysbrücke tendrá unos 1.200 metros de longitud, lo que lo convertirá en el puente más largo de Finlandia.
| Puentes de la corona | Puentes de la corona           | Puentes de la corona | Puentes de la corona     |
| Nombre               | Cuota                          | Longitud             | Altura del paso inferior |
| -------------------- | ------------------------------ | -------------------- | ------------------------ |
| Merihaansilta        | Merihaka - Nihti               | 400 m                | 3,1 m                    |
| Finkensilta          | Nihti– Korkeasaari             | 293 m                | 7 m                      |
| Kruunuvuorensilta    | Korkeasaari– Kruunuvuorenranta | 1.200 m              | 20 m                     |

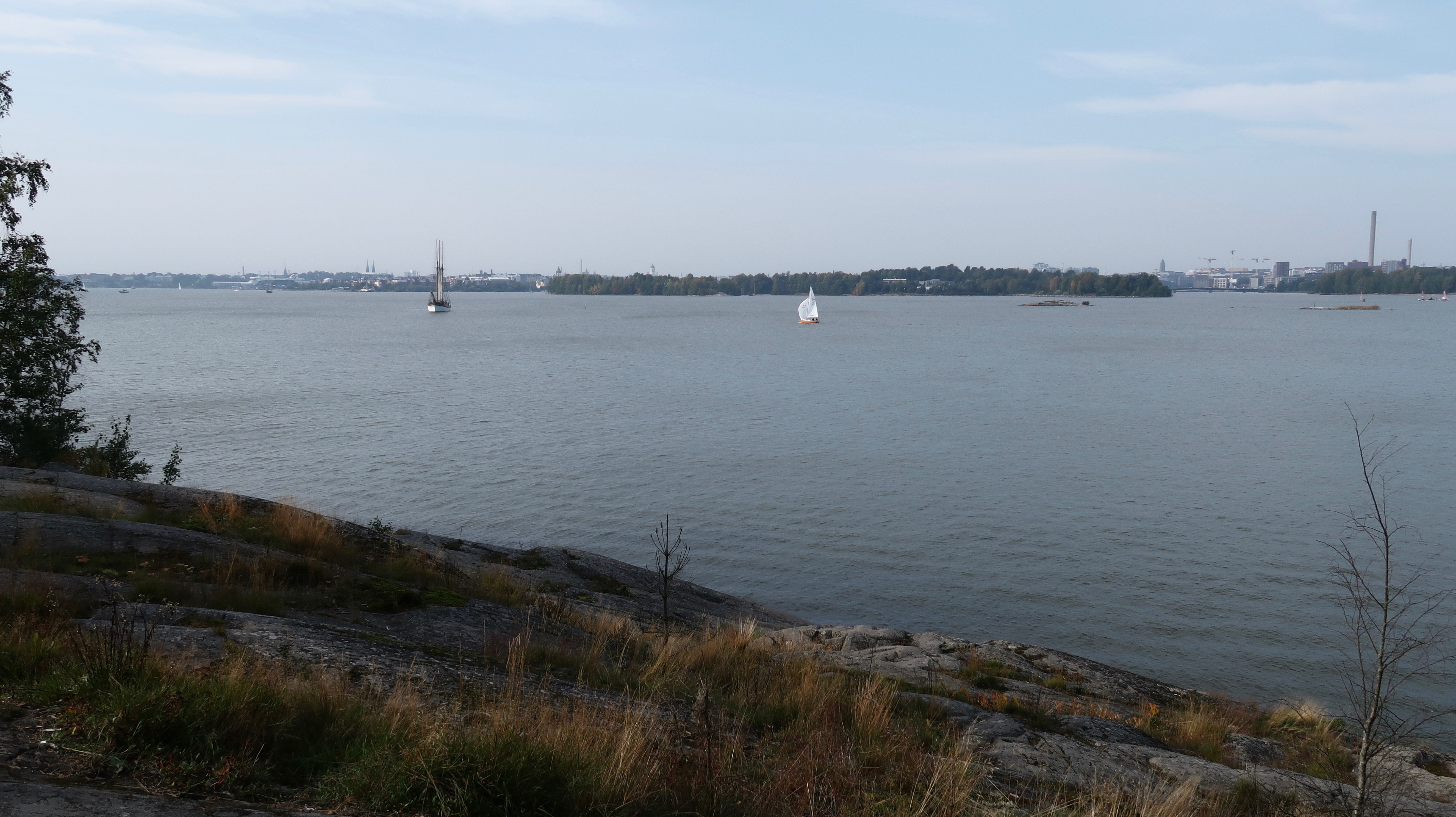
Vista desde Laajasalo hacia Kruunuvuorenselkä, donde se construirá el puente Kruunuvuorenselkä, de más de un kilómetro de longitud. Korkeasaari en el fondo.

El puente de Merihaans se bifurcará posteriormente hacia Hanasaari a través del puente de Coal Harbour, que no forma parte del proyecto Crown Bridges. Tampoco habrá tranvía en el puente de Coal Harbour, que se utilizará para el tráfico ligero.

### Depósito
Está previsto construir una nueva cochera de tranvías en Yliskylä. El primer depósito híbrido de Finlandia está previsto en el llamado barrio del tranvía, donde se construirían locales comerciales y apartamentos sobre el espacio del depósito. HKL tomará posteriormente una decisión sobre el proyecto del depósito. Si es necesario, también se puede llegar a Kruunusilta desde otros depósitos a través del tranvía Kalasatama-Pasila.

### Estimación de costes
La estimación del coste de la primera fase Laajasalo-Hakaniemi es de unos 326 millones de euros y la de la segunda fase Hakaniemi-estación de tren principal de unos 10 millones de euros. Además, la compra de material rodante costará unos 98 millones de euros y la construcción de un nuevo depósito de tranvías unos 96 millones de euros. El "Enlace de Yliskylä", es decir, los tranvías de Reposalmentie e Ilomäentie, que se construirán si es necesario, se estima en unos 19 millones de euros.
Los proyectos relacionados, como las obras de carretera, tienen un coste estimado independiente de la construcción del puente y del tranvía de unos 235 millones de euros. El coste total de la construcción, el equipamiento, el depósito y los proyectos relacionados se ha cifrado en casi 800 millones de euros.

## Progreso del proyecto

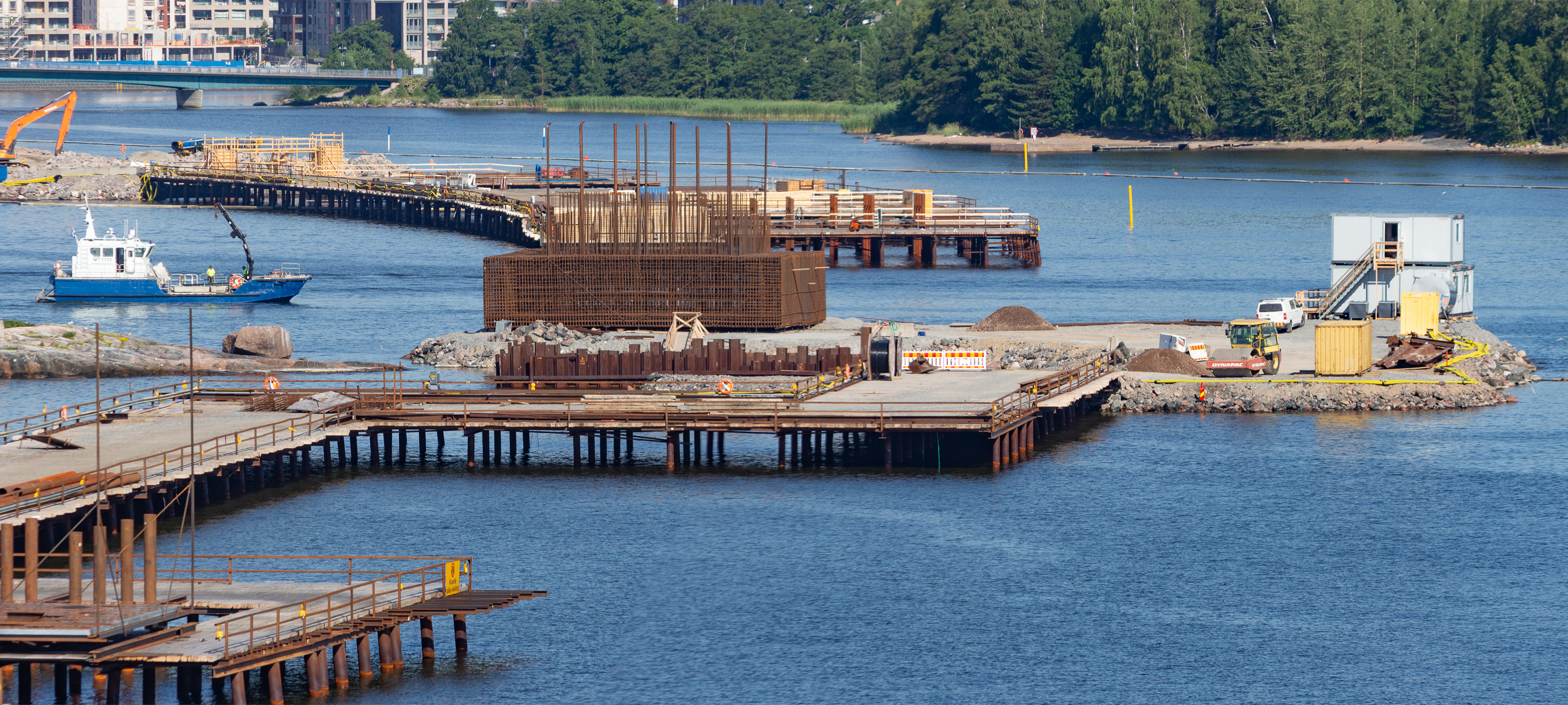
Isla artificial construida provisionalmente para las obras del puente en el año 2022

### Planificación de trabajos y opciones de ruta
La conexión de Laajasalo con el centro de la ciudad se presentó por primera vez en el plan director de 2002. Las opciones incluían un metro a Laajasalo desde Kamppi a través de Senaatintori y Katajanokka, que podría haberse construido como un puente de dos kilómetros o como un túnel submarino. La nueva línea de metro habría comenzado en la estación de metro de Pasila. Una comparación de los sistemas de transporte público en 2007 y una revisión del sistema de las opciones de la vía de Laajasalo en 2008 examinaron la relación coste-beneficio del metro, el autobús y el tranvía y sugirieron que la opción del tranvía debería ser la preferida para la planificación posterior. Los estudios demostraron que una línea de metro habría sido significativamente más cara y que la demanda de pasajeros habría sido baja en relación con su capacidad. La construcción de un túnel de hormigón prefabricado también se consideró arriesgada. Se organizó un concurso internacional de diseño para el puente sobre el Kruunuvuorenselkä. WSP Finlandia ganó el concurso con su propuesta "Gemma Regalis".
En noviembre de 2008, el Ayuntamiento aprobó un trazado de Laajasalo a Kruununhaka como base para nuevos estudios. En el estudio de transporte público de 2011, los puentes se dirigieron desde Sompasaari vía Tervasaari a Liisankatu, y Hakaniemi no se incluyó en la ruta. En el plan director de Kruunusillat de 2016, el puente de 465 metros hasta Tervasaarenkannas se presentó como un proyecto de ruta alternativa, que habría continuado por Liisankatu hasta Unioninkatu o por Pohjoisranta hasta Aleksanterinkatu. Sin embargo, para dar cabida al tranvía en Pohjoisrannalle y en la especialmente congestionada Meritullintor habría sido necesario ampliar las calles hasta el mar. La ruta Hakaniemi era la más barata y rentable de las alternativas, y también tenía la ventaja de contar con conexiones fluidas con otros medios de transporte, es decir, el metro, otros tranvías, numerosos autobuses y también la posible construcción de una estación de tren subterránea en la Pisararada.

### Decisión del Consejo y aumento de la estimación de costes
El Consejo Municipal de Helsinki aprobó el plan de zonificación de los puentes en noviembre de 2015 y el plan del proyecto en agosto de 2016 por una votación de 13 a 2. La decisión de ejecutar el proyecto fue tomada por el Consejo Municipal por una votación de 63 a 6 ese mismo mes. En ese momento, el coste total estimado era de unos 359 millones de euros, de los cuales 259 millones estaban destinados a la construcción y 100 millones a los costes de equipamiento y depósito.
Desde entonces, la estimación del coste de la construcción ha aumentado en 71 millones de euros y el coste de los equipos y depósitos en unos 65 millones de euros. Además, el coste de los proyectos relacionados había aumentado en 185 millones de euros. El aumento del precio máximo fue objeto de una decisión separada, que también aprobó la ejecución del proyecto en dos fases. El escalonamiento y el aumento máximo del precio fueron aprobados por la Junta de Medio Ambiente Urbano y HKL en junio de 2021 y por el Ayuntamiento el 16 de agosto. La decisión final fue tomada por el Ayuntamiento el 25 de agosto de 2021 por una votación de 71-8.

### Contratistas
La construcción del proyecto se llevará a cabo como una combinación de dos tipos de obras. Las obras de ingeniería civil de los puentes Kruunuvuorensilta, Finkensilta y Korkeasaari serán realizadas en un único contrato por el consorcio Kruunusillat de KREATE y YIT. La parte del consorcio ganador del precio total del proyecto es de 123 millones de euros, de los cuales la parte de YIT es de aproximadamente 61,5 millones de euros. El puente y otros trabajos de construcción serán realizados por la alianza Kruunusillat, que incluye a la ciudad de Helsinki, YIT, NRC, Ramboll, Sweco y Sitowise.

### Construcción
En julio de 2021 se iniciaron los trabajos preparatorios de construcción en Hakaniemenranta y Siltavuorensalmi. Está previsto que la fase de aplicación real comience en otoño de 2021.